# 月詠み
月詠み（つくよみ）は、ボカロPのユリイ・カノンによる音楽プロジェクト。

## 概要
ユリイ・カノンが主宰し唯一のメンバーとして作品に応じて制作メンバーを編成する。様々なクリエイターと共に物語と音楽を展開するプロジェクト。
主に楽曲はそれぞれの作品群の一つとして発表されている。
2020年10月に前身となる同名バンドとして発足、2021年より現在の作品毎に制作メンバーを編成するプロジェクト形態となる。
1st Storyとして『だれかの心臓になれたなら』シリーズを発表。『だれかの心臓になれたなら』はユリイ・カノンによる同名のVOCALOID楽曲とその関連曲を元に再構築したもの。

## 来歴

### 2020年
- 10月、ユリイ・カノンを中心に結成[1]。
- 10月10日、1作目『こんな命がなければ』 YouTubeにて初投稿。
- 10月20日、『こんな命がなければ』YouTubeにて100万再生突破。

### 2021年
- 1月16日、 2作目『ネクロポリス』YouTubeにて公開。
- 2月4日、YouTubeにて『こんな命がなければ』が300万回再生、『ネクロポリス』が100万回再生を突破。
- 『ネクロポリス』がTBS系「CDTVサタデー」2月度エンディングテーマに決定される。
- 3月3日に発売されたユリイ・カノンメジャー1stアルバム『人間劇場』のアニメイトオリジナル特典にて、『だれかの心臓になれたなら』をセルフカバー。
- 3月6日より、BOOTHにてオフィシャルグッズを販売開始。
- 3作目『新世界から』が、2021年3月29日よりガンダム公式YouTubeチャンネル『ガンダムチャンネル』にて配信開始されたガンプラ40周年記念映像「ガンダムビルドリアル」の主題歌に決定された[4]。
- 7月4日、YouTubeにて『新世界から』が100万回再生突破。
- 7月7日、4作目『真昼の月明かり』YouTubeにて公開。同時に、同年9月8日に 1st mini Album「欠けた心象、世のよすが」リリースを発表。また、同年10月10日にプレミアムイベントを行うことも発表。(延期)
- 7月15日、YouTubeにて『真昼の月明かり』が公開から約1週間で100万回再生を突破。
- 8月26日、YouTubeにて5作目となる『絶対零度』を公開。
- 9月8日、1st mini Album「欠けた心象、世のよすが」をリリース。
- 10月15日、オフィシャルサイトにて、バンド形態からプロジェクト形態に移行することを発表。
- 10月21日、初のワンマンライブ「月下」を大阪と東京の2箇所で開催することを発表。
- 10月25日、オフィシャルファンクラブ「月の裏」を設立。
- 12月12日、COOLJAPANPARK OSAKA TTホール、2021年12月17日新宿 ReNYにて、月詠み初ワンマンライブ「月下」を開催。

### 2022年
- 1月6日、延期されたプレミアムライブ「欠けた心象、世のよすが」の振替公演が同年2月18日に行われることを発表。
- 1月26日、1st Story第二章の一作目となるデジタルシングル『生きるよすが』を発表。
- 2月3日、YouTubeにて『生きるよすが』が100万回再生を達成。
- 2月18日、東京・渋谷www xにて、1stプレミアムライブ「欠けた心象、世のよすが」を開催。また同日に、4月よりテレビ東京系にて放送のオリジナルアニメーション『BIRDIE WING -Golf Girls' Story-』エンディングテーマに、書き下ろし楽曲の「ヨダカ」が起用されることを発表[5]。
- 2月24日、デジタルシングル『メデ』をリリース、同日にYouTubeにてMV公開。
- 3月25日、月詠み2度目のワンマンライブである「生きるよすが」が6月4日に横浜ブロンテにて行われることが決定[6]。
- 4月13日、デジタルシングル『ヨダカ』をリリース、同日にYouTubeにてMV公開。
- 5月8日、デジタルシングル『イフ』をリリース、同日にYouTubeにてMV公開。
- 6月29日、デジタルシングル『アメイセンソウ』をリリース、同日にYouTubeにてMV公開。
- 8月17日、2nd mini album「月が満ちる」をリリース。
- 10月10日、月詠み Story Live 2022『だれかの心臓になれたなら』を開催。
- 12月11日、月詠み Story Live 2022『だれかの心臓になれたなら』追加公演を開催。

### 2023年
- 4月5日、デジタルシングル『逆転劇』をリリース。
- 7月5日、デジタルシングル『救世主』をリリース。
- 9月20日、1st EP『アナザームーン』をリリース。
- 9月21日、月詠み Acoustic Live「海と月」をYouTubeにて配信。
- 11月2日、月詠み LIVE 2023『ANOTHER MOON』を開催。

### 2024年
- 3月1日、3月31日にYouTube内『デュエチューブ-DM公式』にて公開される『デュエル・マスターズ Special Movie』の主題歌に、書き下ろし楽曲の「導火」が起用されることを発表[7]。
- 3月3日、2nd Story「それを僕らは神様と呼ぶ」を開幕[8]。
- 4月17日、デジタルシングル『導火』をリリース、同日にYouTubeにてMV公開。
- 5月29日、デジタルシングル『死よりうるわし』をリリース、同日にYouTubeにてMV公開。
- 6月7日、10月4日よりYouTube等にて配信開始のWebアニメ『Duel Masters LOST 〜追憶の水晶〜』の主題歌に、書下ろし楽曲の『ナラティブ』が起用されることを発表[9]。
- 8月21日、デジタルシングル『秋うらら』をリリース、同日にYouTubeにてMV公開。
- 10月2日、デジタルシングル『ナラティブ』をリリース。
- 12月21日、YouTubeにて『ナラティブ』MV公開。

### 2025年
- 2月26日、3rd mini Album「それを僕らは神様と呼ぶ」をリリース[10]。同日月詠み Live『夢と現』 をYoutubeにてライブ配信[11]。

## メンバー

### メインコンポーザー
- ユリイ・カノン  - Composer, keyboard

ほぼ全ての楽曲の作詞、作曲、編曲、ストーリー原案担当。自身もボカロPとして2015年から活動しており、2019年に1stアルバム『Kardia』、2021年にはメジャー1stアルバム『人間劇場』を発売。

### 主な共同制作メンバー
- mikoto  - Vocal

1st Story第一章のボーカル担当。
- Yue  -  Vocal

1st Story第二章のボーカル担当。
- Juna & mido (THE BINARY)  -  Vocal

2nd Storyのボーカル担当。
※2021まではバンド形態。現在は作品に応じて奏者が変わるプロジェクト形態。各作品の奏者はミュージックビデオ参照

### サポートメンバー
- SERA  -  Vocal

ライブにボーカルとして参加。SALTY DOGのボーカルとしても活動。

## ミュージックビデオ
| 公開日       | 公開日   | 曲名                       | リンク      | Vocal       | Piano          | Guitar                     | Bass           | Drums    |
| ------------ | -------- | -------------------------- | ----------- | ----------- | -------------- | -------------------------- | -------------- | -------- |
| バンド       |          |                            |             |             |                |                            |                |          |
| 2020年       | 10月10日 | 『こんな命がなければ』     | [ 動画 1 ]  | mikoto      |                | Epoch                      | とうかさ       |          |
| 2021年       | 1月16日  | 『ネクロポリス』           | [ 動画 2 ]  | mikoto      |                | Epoch                      | とうかさ       |          |
| 2021年       | 4月26日  | 『新世界から』             | [ 動画 3 ]  | mikoto      | ユリイ・カノン | Epoch                      | とうかさ       |          |
| 2021年       | 7月7日   | 『真昼の月明かり』         | [ 動画 4 ]  | mikoto      | ユリイ・カノン | Epoch                      | とうかさ       | 矢尾拓也 |
| 2021年       | 8月26日  | 『絶対零度』               | [ 動画 5 ]  | mikoto      | ユリイ・カノン | Epoch                      | とうかさ       | 矢尾拓也 |
| プロジェクト |          |                            |             |             |                |                            |                |          |
| 2022年       | 1月26日  | 『生きるよすが』           | [ 動画 6 ]  | Yue         | ユリイ・カノン | Epoch                      | とうかさ       | なおk    |
| 2022年       | 2月24日  | 『メデ』                   | [ 動画 7 ]  | Yue         | ユリイ・カノン | Epoch                      | とうかさ       | なおk    |
| 2022年       | 4月13日  | 『ヨダカ』                 | [ 動画 8 ]  | Yue         | ユリイ・カノン | Epoch                      | とうかさ       | 矢尾拓也 |
| 2022年       | 5月8日   | 『イフ』                   | [ 動画 9 ]  | Yue         | ユリイ・カノン | Epoch                      | とうかさ       |          |
| 2022年       | 6月29日  | 『アメイセンソウ』         | [ 動画 10 ] | Yue         | ユリイ・カノン | Epoch                      | とうかさ       | なおk    |
| 2022年       | 7月15日  | 『花に雨を、君に歌を』     | [ 動画 11 ] | Yue & SERA  |                | Epoch                      | 土井達也(HANO) |          |
| 2022年       | 8月17日  | 『月が満ちる』             | [ 動画 12 ] | Yue         | ユリイ・カノン | Yuta Watanabe & Naoki Itai | とうかさ       | なおk    |
| 2023年       | 7月13日  | 『救世主』                 | [ 動画 13 ] | Yue         | ユリイ・カノン | 藤井健太郎(HANO)           | 土井達也(HANO) | なおk    |
| 2023年       | 8月9日   | 『逆転劇』                 | [ 動画 14 ] | Yue         | ユリイ・カノン |                            |                | なおk    |
| 2023年       | 9月20日  | 『夢と知りせば』           | [ 動画 15 ] | Yue         | ユリイ・カノン | 渡辺裕太                   | 北村雄太       | なおk    |
| 2023年       | 10月18日 | 『花と散る』               | [ 動画 16 ] | Yue         | ユリイ・カノン | 藤井健太郎(HANO)           | 土井達也(HANO) | なおk    |
| 2024年       | 4月17日  | 『導火』                   | [ 動画 17 ] | Juna & mido | ユリイ・カノン | 藤井健太郎(HANO)           | 土井達也(HANO) | なおk    |
| 2024年       | 5月29日  | 『死よりうるわし』         | [ 動画 18 ] | Juna & mido | ユリイ・カノン | 藤井健太郎(HANO)           | 土井達也(HANO) | なおk    |
| 2024年       | 8月21日  | 『秋うらら』               | [ 動画 19 ] | Juna & mido | ユリイ・カノン | 藤井健太郎(HANO)           | 土井達也(HANO) | なおk    |
| 2024年       | 12月21日 | 『ナラティブ』             | [ 動画 20 ] | Juna & mido | ユリイ・カノン | 藤井健太郎(HANO)           | 土井達也(HANO) | なおk    |
| 2025年       | 2月26日  | 『それを僕らは神様と呼ぶ』 | [ 動画 21 ] | Juna & mido | Nao Nishimura  | Yuta Watanabe              | Rock Sakurai   | なおk    |

## ディスコグラフィ

### 配信シングル
|      | 配信日 | 配信日   | タイトル                     | 規格                   | 収録CD                 |
| ---- | ------ | -------- | ---------------------------- | ---------------------- | ---------------------- |
| 1st  | 2020年 | 10月12日 | こんな命がなければ           | デジタル・ダウンロード | 欠けた心象、世のよすが |
| 2nd  | 2021年 | 1月17日  | ネクロポリス                 | デジタル・ダウンロード | 欠けた心象、世のよすが |
| 3rd  | 2021年 | 4月26日  | 新世界から                   | デジタル・ダウンロード | 欠けた心象、世のよすが |
| 4th  | 2021年 | 7月7日   | 真昼の月明かり               | デジタル・ダウンロード | 欠けた心象、世のよすが |
| 5th  | 2021年 | 8月26日  | 絶対零度                     | デジタル・ダウンロード | 欠けた心象、世のよすが |
| 6th  | 2022年 | 1月26日  | 生きるよすが                 | デジタル・ダウンロード | 月が満ちる             |
| 7th  | 2022年 | 2月24日  | メデ                         | デジタル・ダウンロード | 月が満ちる             |
| 8th  | 2022年 | 4月13日  | ヨダカ                       | デジタル・ダウンロード | 月が満ちる             |
| 9th  | 2022年 | 5月9日   | イフ                         | デジタル・ダウンロード | アナザームーン         |
| 10th | 2022年 | 6月29日  | アメイセンソウ               | デジタル・ダウンロード | 月が満ちる             |
| 11th | 2022年 | 7月20日  | 白夜                         | デジタル・ダウンロード | 月が満ちる             |
| 12th | 2023年 | 4月5日   | 逆転劇                       | デジタル・ダウンロード | アナザームーン         |
| 13th | 2023年 | 7月5日   | 救世主                       | デジタル・ダウンロード | アナザームーン         |
| 14th | 2023年 | 11月8日  | 生きるよすが (Acoustic Ver.) | デジタル・ダウンロード |                        |
| 15th | 2024年 | 4月17日  | 導火                         | デジタル・ダウンロード | それを僕らは神様と呼ぶ |
| 16th | 2024年 | 5月29日  | 死よりうるわし               | デジタル・ダウンロード | それを僕らは神様と呼ぶ |
| 17th | 2024年 | 8月21日  | 秋うらら                     | デジタル・ダウンロード | それを僕らは神様と呼ぶ |
| 18th | 2024年 | 10月4日  | ナラティブ                   | デジタル・ダウンロード | それを僕らは神様と呼ぶ |

### 参加作品
| 発売日         | タイトル                                         | 収録曲     | 備考 |
| -------------- | ------------------------------------------------ | ---------- | ---- |
| 2021年4月26日  | ガンダムビルドリアル Original Soundtrack         | 新世界から |      |
| 2023年11月29日 | 「ガンダムビルドシリーズ」10周年 BEST Collection | 新世界から |      |

## ライブ
| 年   | 日程     | 公演名                                                | 会場                               | 注釈 |
| ---- | -------- | ----------------------------------------------------- | ---------------------------------- | --- |
| 2021 | 12月12日 | 月詠みワンマンライブ2021「月下」                      | 大阪・COOLJAPANPARK OSAKA TTホール | |
| 2021 | 12月17日 | 月詠みワンマンライブ2021「月下」                      | 東京・新宿 ReNY                    | |
| 2022 | 2月18日  | 1stプレミアムライブ「欠けた心象、世のよすが」         | 東京・渋谷www x                    | 当初2021年10月10日に予定されていたが、新型コロナウイルス感染拡大の影響により延期された。その後2022年2月18日に開催することが発表された。 |
| 2022 | 6月4日   | 月詠み Live 2022「生きるよすが」                      | 横浜ブロンテ                       | 昼と夜の2部構成 |
| 2022 | 10月11日 | 月詠み Story Live「だれかの心臓になれたなら」         | 東京・TIAT SKY HALL                | 昼と夜の2部構成 |
| 2022 | 12月11日 | 月詠み Story Live「だれかの心臓になれたなら」追加公演 | 東京・Veats Shibuya                | 昼と夜の2部構成 |
| 2023 | 9月21日  | 月詠み Acoustic Live「海と月」                        | 水族館                             | Youtubeにて配信 |
| 2023 | 11月2日  | 月詠み LIVE 2023『ANOTHER MOON』                      | 東京・Spotify O-EAST               | |
| 2025 | 2月26日  | 月詠み Live『夢と現』                                 | 屋上                               | Youtubeにて配信 |

## タイアップ
| 起用年 | 曲名         | タイアップ |
| ------ | ------------ | --- |
| 2021年 | ネクロポリス | TBS系「CDTVサタデー」2月度エンディングテーマ                                                                        |
| 2021年 | 新世界から   | ガンプラ40周年記念映像「ガンダムビルドリアル」主題歌                                                                |
| 2022年 | ヨダカ       | TV東京系列アニメ『BIRDIE WING -Golf Girls' Story-』エンディングテーマ                                               |
| 2022年 | イフ         | スマホゲーム ｢プロジェクトセカイ カラフルステージ! feat. 初音ミク｣ 書き下ろし楽曲                                   |
| 2023年 | 逆転劇       | TVアニメ『異世界でチート能力を手にした俺は、現実世界をも無双する 〜レベルアップは人生を変えた〜』オープニングテーマ |
| 2023年 | 救世主       | TVアニメ『悲劇の元凶となる最強外道ラスボス女王は民の為に尽くします。』オープニングテーマ                            |
| 2023年 | 夢と知りせば | スマホゲーム『ドラゴンネスト2：エボリューション』テーマソング                                                       |
| 2024年 | 導火         | 『デュエル・マスターズ Special Movie』主題歌                                                                        |
| 2024年 | 導火         | 「デュエル・マスターズ」王道篇拡張パックCMソング                                                                    |
| 2024年 | 導火         | Web番組「デュエチューブリーグ」テーマソング                                                                         |
| 2024年 | ナラティブ   | Webアニメ『Duel Masters LOST 〜追憶の水晶〜』オープニングテーマ                                                     |
| 2024年 | ナラティブ   | Webアニメ『Duel Masters LOST ～月下の死神～』オープニングテーマ                                                     |

### 動画
1. ↑  ユリイ・カノン / 月詠み Official (2020-10-10), 月詠み『こんな命がなければ』Music Video 2023年7月13日閲覧。
2. ↑  ユリイ・カノン / 月詠み Official (2021-01-16), 月詠み『ネクロポリス』Music Video 2023年7月13日閲覧。
3. ↑  ユリイ・カノン / 月詠み Official (2021-04-26), 月詠み『新世界から』Music Video 2023年7月13日閲覧。
4. ↑  ユリイ・カノン / 月詠み Official (2021-07-07), 月詠み『真昼の月明かり』Music Video 2023年7月13日閲覧。
5. ↑  ユリイ・カノン / 月詠み Official (2021-08-26), 月詠み『絶対零度』Music Video 2023年7月13日閲覧。
6. ↑  ユリイ・カノン / 月詠み Official (2022-01-26), 月詠み『生きるよすが』Music Video 2023年7月13日閲覧。
7. ↑  ユリイ・カノン / 月詠み Official (2022-02-24), 月詠み『メデ』Music Video 2023年7月13日閲覧。
8. ↑  ユリイ・カノン / 月詠み Official (2022-04-13), 月詠み『ヨダカ』Music Video 2023年7月13日閲覧。
9. ↑  ユリイ・カノン / 月詠み Official (2022-05-08), 月詠み『イフ』Music Video 2023年7月13日閲覧。
10. ↑  ユリイ・カノン / 月詠み Official (2022-06-29), 月詠み『アメイセンソウ』Music Video 2023年7月13日閲覧。
11. ↑  ユリイ・カノン / 月詠み Official (2022-07-15), 月詠み『花に雨を、君に歌を』Music Video 2023年7月13日閲覧。
12. ↑  ユリイ・カノン / 月詠み Official (2022-08-17), 月詠み『月が満ちる』Music Video 2023年7月13日閲覧。
13. ↑  ユリイ・カノン / 月詠み Official (2023-07-13), 月詠み『救世主』Music Video 2023年7月13日閲覧。
14. ↑  ユリイ・カノン / 月詠み Official (2023-08-09), 月詠み『逆転劇』Music Video 2023年8月9日閲覧。
15. ↑  ユリイ・カノン / 月詠み Official (2023-09-20), 月詠み『夢と知りせば』Music Video 2023年9月20日閲覧。
16. ↑  ユリイ・カノン / 月詠み Official (2023-10-18), 月詠み『花と散る』Music Video 2023年10月18日閲覧。
17. ↑  ユリイ・カノン / 月詠み Official (2024-04-17), 月詠み『導火』Music Video 2024年4月17日閲覧。
18. ↑  ユリイ・カノン / 月詠み Official (2024-05-29), 月詠み『死よりうるわし』Music Video 2025年2月27日閲覧。
19. ↑  ユリイ・カノン / 月詠み Official (2024-08-21), 月詠み『秋うらら』Music Video 2025年2月27日閲覧。
20. ↑  ユリイ・カノン / 月詠み Official (2024-12-21), 月詠み『ナラティブ』Music Video 2025年2月27日閲覧。
21. ↑  ユリイ・カノン / 月詠み Official (2025-02-26), 月詠み『それを僕らは神様と呼ぶ』Music Video 2025年2月27日閲覧。